# Осада Наварина (1821)
Осада Наварина (греч. Πολιορκία του Νεοκάστρου) — осада греческими повстанцами крепостей Палекастрон и Неокастрон, расположенных в Наваринской бухте, происходившая с 25 марта по 9 августа 1821 года.

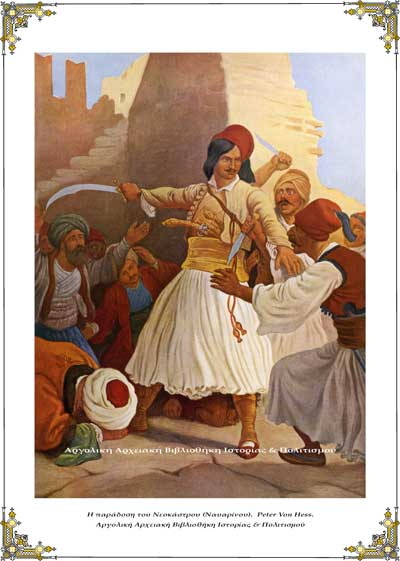
Сдача Наварина

## Предыстория
После установления османского господства над Пелопоннесом в XV—XVIII веках, турками, помимо Триполиса, расположенного в центре полуострова, также были размещены гарнизоны в прибрежных бывших венецианских крепостях: Патры и Навплион на севере, Монемвасия на юго-востоке, Корони, Метони и две крепости в Наваринском заливе в юго-западной области Мессения.
Бухта Наварин к западу закрыта от Ионического моря островом Сфактирия. Остров был укреплён венецианцами. Венецианцы построили также крепость на материке у северного мелководного пролива Сикия (Палеокастрон — Старая Наваринская крепость). С юга глубоководный пролив защищала с материка Неокастрон (Новая Наваринская крепость), построенная турками позже, в 1573 году, после их поражения в сражении при Лепанто.

## Начало революции
21 февраля 1821 года отряды Филики Этерия под командованием А. Ипсиланти начали военные действия в придунайских княжествах. Через месяц началось восстание на Пелопоннесе, и 23 марта греческие повстанцы, в основном маниоты, вошли без боя в столицу Мессении город Каламата. Возглавляли их Петрос Мавромихали, (Петробей), Колокотрони, Теодор и Анагностарас. Был образован Сенат Мессении во главе с Мавромихали. От имени Сената, Мавромихали обратился к христианским правительствам заявляя что греки отныне снова свободны и предпочтут смерть, если им будут навязывать турецкое ярмо. После споров между руководителями о дальнейших действиях в ночь с 23 на 24 марта Колокотронис со своими 30 бойцами и приданным ему в последний момент отрядом маниотов в 270 бойцов направился в Аркадию и приступил к осаде Триполицы, расположенную в центре полуострова.
Для Мавромихалиса в руках которого была реальная сила, приоритетом были «свои» области: Лакония и Мессения, и 24 марта он направил отряды своих маниотов к крепостям Монемвасия, Метони, Корони и к Наваринской бухте. 29 марта епископ Григорий Метонский поднял восстание местного населения и блокировал крепость Метони. 11 апреля турки предприняли вылазку из крепости Метони и сразились с повстанцами в бою при Месохори. В сражении не было победителей, и турки вернулись в крепость. Митрополит Григорий, установив блокаду вокруг Метони, направился к Наварину.

## Блокада Наваринских крепостей
26 марта разрозненные силы турок и мусульманское население из регионов Филиатра и Кипарисия, севернее Наварина, получили приказ стягиваться к крепостям Наварина. 28 марта турки из крепости Неокастрон предприняли рейд на север, но в бою возле Гаргальяни потерпели поражение и вернулись в Неокастрон. Повстанцы из Филиатра-Кипарисии под командованием А. Григориадиса подошли к Пилосу с севера. 30 марта аналогичный рейд турок на восток закончился также поражением в бою при Сулинари, и повстанцы из региона Вуфрада также начали стягиваться к Наварину. Сюда же стянулись и отряд маниотов, посланный П. Мавромихалисом, и метонийцы во главе с епископом Григорием. Началась четырёхмесячная блокада крепостей.
Турки оставили остров Сфактирия без боя и сконцентрировали свои силы в крепостях Неокастрон и Палеокастрон. На османских и зафрахтованных кораблях шли в крепости подкрепления, боеприпасы и снабжение, а из крепостей вывозили раненных и «излишек» гражданского населения. Ни о какой реальной блокаде, без нарушения морских коммуникаций, не могло быть и речи.
Корабли со Спеце стали блокировать Навплион, Монемвасия и Неокастрон. 27 июля истощённый турецкий гарнизон Монемвасии капитулировал. Туркам была предоставлена возможность погрузиться на транспорты и высадиться в Кушадасы.
Монемвасия стала первой большой крепостью, захваченной повстанцами.
В ходе четырёхмесячной блокады и незначительных, но ежедневных столкновений, силы осаждённых шли на убыль. 14 июля из Неокастрона были выпущены 350 человек, в основном женщин и детей, и 7 августа защитники и оставшееся гражданское население, получив заверения о безопасности, оставили Неокастрон. При сдаче произошёл инцидент, после которого вышедшие, включая гражданское население, были перебиты. Причиной инцидента, согласно Франдзису, стало недоразумение. Турки, обращаясь к грекам, использовали слова «рум», «румлар» (ромеи — то есть византийцы), гордые маниоты, не признававшие власть османов, сочли это оскорблением, ассоциируя слово «рум» со словом «райя» (раб). 
Через три дня турки сдали и крепость Палеокастрон, на этот раз всё произошло без инцидентов и убийств.

## Значение
После сдачи крепостей Наварина османский флот лишился самой удобной бухты полуострова, а османская армия возможности наступать с юга. Предпринятое турками вторжение на Пелопоннес с севера кончилось их поражением в сражении при Дервенакии. Наваринская бухта оставалась в греческих руках до 1825 года, когда в дело подавления революции был вовлечён вассальный туркам Египет.